# Banikoara
Banikoara este un oraș din departamentul Alibori, Benin.